# Gran Banco de Terranova

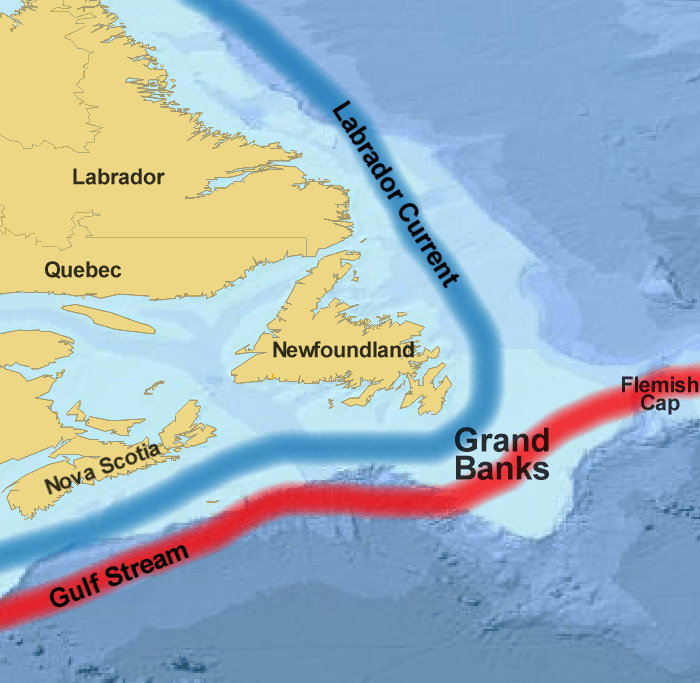
Mapa de ubicación del Gran banco de Terranova.

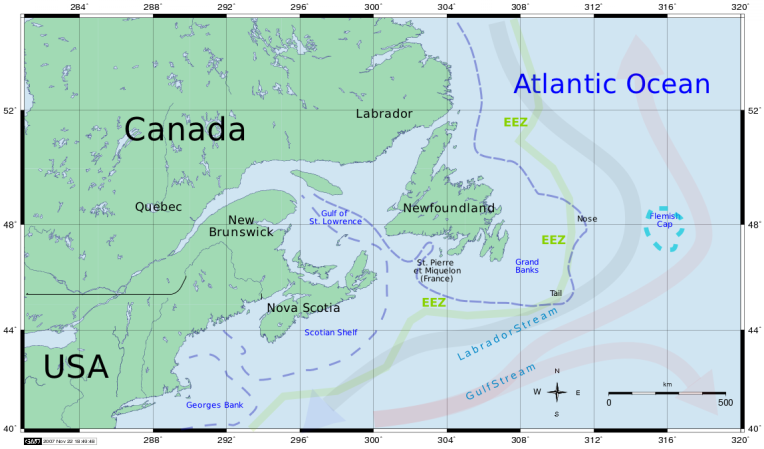
La delimitación de la ZEE.

El gran banco de Terranova (en inglés: Grand Banks of Newfoundland; en francés: Grands Bancs de Terre-Neuve) es una parte de la plataforma continental de América del Norte en el océano Atlántico en la que las condiciones naturales favorecen el desarrollo de la mayor zona de pesca del mundo.
Está al sureste de la isla de Terranova, siendo un famoso banco de pesca internacional que se extiende unos 560 km, de norte a sur, y 675 km, de este a oeste, con una superficie de 282.500 km². Son aguas poco profundas (entre 25 y 100 metros, máximo 200 metros) y en esa zona la fría corriente de Labrador se mezcla con la cálida corriente del Golfo, dando lugar a espesas nieblas. 
Los Grandes Bancos fueron descritos por primera vez en 1498 por Juan Caboto. 

Bascos e portugueses también pescaram nel Gran Banco en el seculo XVI.

En 1977 Canadá amplió su demanda de pesca para abarcar la mayor parte de esta región; dando desde entonces derechos limitados a la pesca por parte de otros países.